# C.F. Richs Vej Station
C. F. Richs Vej Station var en midlertidig station på Ringbanen, der lå på nordsiden af C. F. Richs Vej på Frederiksberg i nærheden af Vanløse Station, der dengang også lå på Ringbanen, og Flintholm Station, der var under opførelse. Stationen åbnede 2. februar 2002 og lukkede, da Flintholm åbnede i januar 2004.
Stationen var opført i forbindelse med Ringbanens forlængelse til Ny Ellebjerg. Projektet omfattede en ændring af linjeføringen, således banen ikke længere ville gå forbi Vanløse Station. Formålet med den midlertidige station var således at tillade betjening af lokalområdet med S-tog efter nedlæggelsen af sporet mellem Grøndal og Vanløse, indtil Flintholm stod færdig.
Perroner, rækværker, skilte mm. var udført i træ. Materialerne blev genbrugt til Ny Ellebjerg midlertidige Station, der ligeledes blev anlagt i forbindelse med Ringbanens forlængelse.

## Antal rejsende
Ifølge Østtællingen var udviklingen i antallet af dagligt afrejsende med S-tog:
2002: 812
2003: 895

## Ekstern henvisning
- danskejernbaner.dk. "C.F. Richs Vej Trinbræt". Hentet 2020-10-22.